# Back In Love Again
「Back In Love Again」（バック・イン・ラブ・アゲイン）は、MISIAの楽曲で、布袋寅泰とのコラボレーション・ソングである。2012年12月19日にアリオラジャパンからMISIAの28枚目のシングルとして発売された。

## 解説
シングル2か月連続リリース第2弾。
初回生産限定盤はCD+特典DVD、デジパック仕様。
「Back In Love Again (feat. 布袋寅泰)」は、松竹、アスミック・エース配給映画『大奥〜永遠〜［右衛門佐・綱吉篇］』の主題歌。前作「DEEPNESS」とともに2作連続で『大奥』実写版（連続ドラマ＆映画）の主題歌に起用された。布袋寅泰がギター演奏で参加しているほか、作曲、プロデュースを手掛けたロッカバラード。同映画のテーマである右衛門佐と徳川綱吉の「二人の永遠の愛」を表現するために、布袋に楽曲提供を依頼したことでコラボレーションが実現した楽曲である。
カップリングの「Stay Gold」は、スティーヴィー・ワンダーのカバー。NHKドラマ10『はつ恋』の挿入歌として最終回（2012年7月17日放送）でオンエアされた。洋楽のカバーがシングルに収録されるのは今回が初めて（リミックス・バージョンを除く）。
「The Rose (Misia Candle Night Live)」は、同年8月26日に河口湖ステラシアターで行われた一夜限りのライブの音源。

## 収録曲
CD
1. Back In Love Again (feat. 布袋寅泰) [4:39]
作詞：MISIA / 作曲：布袋寅泰 / 編曲：重実徹
  - 松竹、アスミック・エース配給映画『大奥〜永遠〜［右衛門佐・綱吉篇］』主題歌
2. Stay Gold [2:20]
作詞：Stevie Wonder / 作曲：Carmine Coppola
  - NHKドラマ10『はつ恋』挿入歌
3. The Rose (Misia Candle Night Live) [3:39]
作詞、作曲：Amanda McBroom

DVD
1. Back In Love Again (feat. 布袋寅泰) MUSIC VIDEO
監督：信藤三雄 / 共同監督：中根さや香
2. The Making Of Back In Love Again (feat. 布袋寅泰)